# Заполярная кухня
Северная (Заполярная или субарктическая) кухня — особенности и история кухни северных народов: саами, ненцев, нганасанов, долганов, эвенков, якутов и др. Такое объединение объясняется тем, что, в связи с бедностью пищевого сырья, ограниченным применением огня, доступностью низких температур и ограниченностью материалов для кухонной утвари (для приготовления пищи используются специальные каменные горшки, а также плоские камни, либо каменные пластины для запекания мяса под давлением), народы Крайнего Севера обладают сходными кулинарными традициями и обычаями, хоть и принадлежат к разным этническим группам.
Северная кухня специфична. Её блюда очень сытны, чтобы поддерживать энергию  человека в мороз. Преобладают блюда из продуктов промыслов — оленеводства, охоты и рыболовства. Для северной кухни характерно также употребление сырых мяса и рыбы.
Рыбу преимущественно не варят и не жарят (кроме, возможно помачки), она подаётся сырой, солёной, вяленой (юкола), квашеной, сушёной над костром (дуктэми), мороженой (строганина) или печёной в золе.
Помачка — рыбное блюдо из беломорской ряпушки или других сиговых. На дно противня, сковороды или сотейника кладут сливочное масло, укладывают посоленную и поперчённую рыбу, сверху кольца лука. Заливается водой и ставится в духовку или на плиту. Готовится 10 минут.
Сырое мясо употребляется трёх видов.
- Свежепарное мясо, жир и кровь.
- Строганина — свежее, почти парное мясо оленя или рыба, схваченное морозом, настроганное длинными стружками и слегка посыпанное солью. Строганину сдабривают ложечной травой, крессом, черемшой и сараной.
- Сушёное на морозе и ветру мясо.